# 忍者戦士飛影
『忍者戦士 飛影』（にんじゃせんし とびかげ）は、1985年10月6日から1986年7月27日まで日本テレビ系で全43話が放送された、スタジオぴえろ（現・ぴえろ）製作のロボットアニメ。
企画当初の仮題は「忍者戦士飛竜」。

## ストーリー
ザ・ブーム軍に対抗するため、3万光年からこの地球を囲む太陽系の正反対にあるシェーマ星系・ラドリオ星からやって来た、ラドリオ星に伝わる伝説の戦士「忍者」を探すロミナ姫とエルシャンクの人々。火星で出会った
ジョウ達3人が仲間に加わる事に反発したイルボラ・サロはエルシャンクを離れ、ザ・ブーム軍に寝返ってしまう。
ザ・ブーム軍の兵器に対抗すべく、エルシャンクには陸戦に強い「黒獅子」、空中戦で真価を発揮する「鳳雷鷹」、水中戦を得意とする「爆竜」の3機の人型ロボット兵器を有しており、それぞれジョウ、レニー、マイクが搭乗者に選ばれた。
そして、それら3機のうちいずれかがピンチに陥ると、謎の忍者ロボット「飛影」が現れ、それぞれ「獣魔黒獅子」、「空魔鳳雷鷹」、「海魔爆竜」と言う魔獣形ロボットへ変形合体する能力を持ち、ザ・ブーム軍を蹴散らしていく。
そして、味方の筈の地球側も火星開拓基地の代表ハザード・パシャが、火星へ左遷された怨恨への復讐と己の野心の為に次々と策を巡らし、エルシャンク一行を付け狙う。
外からはザ・ブーム軍とイルボラ、内からハザードと前門の虎、後門の狼の状況下で、エルシャンク一行は伝説の忍者の手掛かりを求め流離う。
ジョウ、レニー、マイクは果たしてその「忍者」なのだろうか？

## 登場人物

### エルシャンク陣営
ジョウ・マヤ（真野錠）
声 - 井上和彦
本編の主人公。16歳。身長180cm、体重70kg。血液型はO型。日系人。2月28日生まれ。
火星に住む市民でハザード長官に対して口の悪さで反抗的な行動を起こしていた。そこへ到着したエルシャンクの陣営と邂逅し、協力するようになる。熱血漢で非常に粗暴かつ攻撃的な性格で年上や目上の者であろうともタメ口でしか話さず、この性格が後にイルボラがエルシャンクを去る引き金にもなっている。またマイクとの喧嘩で口にしたレニーへの暴言でシャフに激怒されたことがある。しかし、本当は卑怯で曲がったことが大嫌いな性分で情に厚く義理堅い一面もある。パイロットして天賦のものがあったのか、序盤は黒獅子、中盤からは飛影に乗り込みザ・ブーム軍と戦い、イルボラに嫉妬されるほどの戦功を上げていった。色恋沙汰に関しては、自分にも他人にも非常に鈍感。家族には父・マツオ（声 - 徳弘夏生）がいる。
レニー・アイ
声 - 日髙のり子
本編のヒロイン。身長160cm、体重48kg。B85:W53:H86。血液型はAB型。11月24日生まれ。序盤では16歳だったが、29話以降は17歳となった。
火星に住む開拓者ガス・アイの娘であり、ジョウの幼馴染で気の強いお転婆娘（この性格は母親似の模様）。戦いに巻き込まれるが、後に鳳雷鷹に乗り込む。ジョウに片想いをしていた。明るく思いやりがあり、泣き虫で意地っ張りなところがある。その上、嫉妬深い一面があり、ジョウがロミナと関わるところを覗き見しては反発して、作戦を台無しにすることも多かった。
平野俊弘によれば、レニーの服装はハイレグレオタードの上にTシャツを羽織ったコスチュームなのだが、アニメではシャツの丈が伸ばされミニスカートという設定に変更された。これは下着が見えてはいけないという配慮からであるが、平野は「これはレオタードであって下着ではないと何度説明しても聞き入れられなかった」とコメントしている。
マイク・コイル
声 - 菊池正美
ジョウの弟分。身長175cm、体重65kg、血液型はB型。15歳。
ジョウを兄貴と慕う。レニー同様戦いに巻き込まれ、爆竜に乗り込む。ジョウとは反対に気弱な性格だが、正義感が強く許せないことに対してはジョウにも挑発し喧嘩を挑んでいた。ロミナの侍女であるシャフに恋心を抱くが、当初、ジョウにはレニーが好きなのだと勘違いされた。ジョウとレニーが上手くいくことを願っており、ジョウがレニーの誕生日を祝おうとせずロミナ姫に夢中になっていた際には本気で怒りジョウと大喧嘩するほどであった。とはいえ基本的には二人を大切に思っており、直後の戦闘でも特に感情を引きずらず敵に対応した。
ロミナ・ラドリオ
声 - 島本須美
本編のもう一人のヒロイン。身長158cm、体重39kg、15歳。12月16日生まれ。
ラドリオ星の王女。伝説の忍者を求めエルシャンクで太陽系に来訪。敵側に付いたイルボラを止めるため、自ら戦闘機に乗って戦う豪胆さを見せる一方、頑固な一面もあり、それが元で（一時的ではあるが）ジョウたちの対立と離反を招き、侍女のシャフにも諌められてしまうほどだった。
一方でその頑固さが役にたつこともあり、エルシャンクを締め出すため連邦軍が敷いた戒厳令で病気に苦しむ子供達のワクチンが手に入らなくなったという事態においては燃料が残りわずかという状況でも子供たちのためにワクチンを運びに行くことを選択した。この行動により世論はジョウたちの行動を善意と解釈、打算ありきの行動という悪意の解釈を越える支持として地球中に広まり、現場の連邦軍の中からもザ・ブーム軍が攻撃するエルシャンクを自発的に援護する人々が現れる契機となった。
ダミアン
声 - 佐藤政道
火星に住む反体制グループのメンバー。身長179cm、体重81kg、血液型O型。18歳。
ジョウとは反目し合いながら共闘するようになる。紅影ことシャルムの部下・カレンに一目惚れしてジョウたちを危機に陥れた挙句、結局カレンを喪い失意に暮れることがあった。ジョウが飛影に乗るようになってからは空席となった黒獅子に乗り込むようになり、次第にジョウらとも仲間として打ち解けていった。基本的に斜に構える姿勢が多く、ジョウとマイクが大喧嘩をしても「疲れたらやめる」と判断して見守っていた。一方で周囲の人間関係には気を配っており、ジョウの心無い言葉に傷ついたレニーが戻ってきた後の誕生日パーティーでは「お前みたいなタイプにはレニーみたいな姉さん女房が似合う」とジョウとレニーにさり気なく告げることで二人の関係改善にも一役買った。
シャフ
声 - 深見梨加
ロミナの侍女。身長163cm、体重42kg、18歳。
普段は物静かで慎ましいが、自分の意見を勝手に押し通すロミナを諌めたりもする。後にマイクと親しくなった。またレニーへの暴言（「あんなお転婆女なんか知るかよ！」）を口にしたジョウに激怒したこともある。エルシャンク内ではガメランと同格の地位らしく、彼とは対等な言葉遣いで話す。
ガメラン
声 - 菅原正志
イルボラの副官。19歳。
ジョウたちとは反りが合わず、事あるごとに激しく対立しあう。特に初期の頃はジョウをイルボラ以上に敵視しており、レニーもろとも抹殺しようとした事もあった。ロミナの家臣としてよりもイルボラの副官としての矜持が強く、ロミナに対する忠誠心は薄い。そのため渋々ながら姫に従っており、イルボラが離反した時は「自分はイルボラの副官である」として部下共々ついていこうとしたが拒絶され、帰参。しかし後にイルボラから寝返りの誘いを受けたときには結果的に拒絶している。だが、悪い方向でのプライドの高さは改善せず、ジョウたちと本心から分かりあおうとはしなかったため、最後まで喧嘩が絶えなかった。最終回ではレニーを引き止めなかった事を棚に上げ、ジョウに殴り飛ばれたのを逆恨みして悪口雑言を並べ立てたため、激怒したダミアンに2回連続で殴り飛ばされた。
皮肉屋で自身の進退が関わると冷静な判断を欠くが客観的な立場にいる場合にはまともな洞察力を働かせることができる。ザ・ブーム軍がジョウたちを擁護する北アメリカとは無関係の基地を攻撃した際には、他の１３エリアが我が身可愛さで北アメリカに圧力をかけエルシャンクが孤立させられることを見越していた。一方で相変わらず棘のある言い方で北アメリカ陣営やロニーも批判したため優れた洞察力も帳消しになりジョウと口論する羽目になっている。
イルボラ・サロ
声 - 堀内賢雄
ジョウのライバル。身長185cm、体重75kg、20歳。
本来はエルシャンクの指揮官でロミナ姫に忠誠を誓っていた。しかし、地球人に偏見を持っていたためにエルシャンクに乗り込んだジョウ達を歓迎しておらず、特にジョウの態度に対して不快感を抱く。その一方で自身も極端にロミナを最優先する指揮を取るなどしていたためにジョウ達とは益々険悪になっていき、更に自身の忠誠心とは裏腹にロミナがジョウに興味を向けていったために、ジョウに激しい嫉妬心を抱くようになる。ジョウを憎悪するばかりに失態を重ね、その心の隙を突かれるが如く敵の姦計に嵌まり、エルシャンクを離脱しザ・ブーム軍に付く。
中盤まではスケルトン、その後は零影に乗り込みジョウと戦った。その高い操縦・指揮能力から、ザ・ブーム軍においても頭角を現し、ハザードに命令を下す程の地位にまで上り詰めた。
ハザードの策謀でエルシャンクが孤立し、子供達のワクチンを運ぶために補給もままならないジョウたちが出撃した際にはハザードの策謀が世論によって失敗するであろうことを見抜き、ハザード自身にも作戦が失敗するであろうことを伝えイルボラ自身は出撃を断った。結果として彼の予想は当たり、出撃したハザードの軍は世論を受けた連邦軍によって全滅させられてしまう。
最終回でジョウとの一騎討ちの際、ハザードの策略により爆破される。敗れて死ぬ間際、ロミナをジョウに託し、ジョウと手を取った時に光に包まれ零影に搭乗。最終的には生死不明。
ローニン・サナダ
声 - 広中雅志
地球軍の士官で、階級は少佐。ジョウの親友でもある。18歳。
再会当初は冷徹な言動で信用していないようなそぶりも見せたが、ジョウは彼の手振りで周囲を欺いていることに気づく。その後は全面的にバックアップをとるようになる。
ハザードの策謀で北アメリカがエルシャンクを擁護できなくなった際は、ロニー自らが単独でジョウたちを攻撃する役目を負う。それを利用してジョウとの一騎打ちにもちこみ、一騎打ちをしながらジョウたちに状況説明をするというメッセンジャーとなり、最終的にジョウたちが追撃から逃れられる契機を作った。
ケガレ・サナダ
声 - 納谷六朗
ローニンの父。火星開拓基地の前長官で、現在は北アメリカエリア代表。
ハザードに扇動されエルシャンクを敵とみなす地球連邦に異を唱え、北アメリカの連邦脱退を表明しエルシャンクを受け入れる。
ザ・ブームとハザードがつながっていることも見抜いていたが、決定的な証拠をつかむことができないため連邦に参加する他エリアとの交渉に苦戦することになる。ハザードの策謀で他エリアが結束して北アメリカに圧力をかけた際は最後まで抵抗するものの、最終的にはエルシャンクを擁護しきれない状況に追い込まれる。その後はジョウたちの脱出を図るためロニーをメッセンジャーとするため、わざとロニーにジョウたちを攻撃させハザードたちが気付かぬようジョウたちを援護した。

### ザ・ブーム軍
アネックス・ザ・ブーム
声 - 岡部政明
ザ・ブーム軍司令官。身長190cm、体重100kg、アネックス皇帝と表記されることも多い。
シェーマ星系の人間が生殖能力が低下し減少の傾向にあるのは、平和すぎて闘争本能が低下しているからだと考え、宇宙征服を目的に戦争を起こす。過去の歴史の「忍者伝説」に「ザ・ブーム星が3人の忍者によって壊滅させられた」とあるため、何としても忍者伝説を阻止し、逆に自分が忍者を手中に収め、全宇宙の王として君臨しようと目論む。戦死したグラサンの後継者を選出するためにエクセレントに乗って太陽系に来るが、40話でテラヘルツに乗ったままエクセレントの近くで待避していた時、爆発に巻き込まれ死亡。
シャルム・ベーカー
声 - 山田栄子
アネックスの側近である女性士官でくの一の長。身長165cm、体重49kg、血液型AB型、B86・W59・H90。
通称紅影（べにかげ）。自らの部隊をも持ち合わせており、戦いに赴く時は、専用のパワードスーツを着用する。太陽系に来てから地球の美しさが気に入り、自分のものにしようと画策するが、40話でエクセレントを破壊された際に専用艦で脱出しようとするも間に合わず、部下と共に爆発に飲み込まれて死亡。
グラサン・グリン
声 - 大塚芳忠
エルシャンクを追ってやってきたザ・ブーム軍士官。身長185cm、体重85kg、40歳。
イルボラの加入で功を焦っていたところをハザードに唆され、戦闘に割り込んだために巻き添えを受けて死亡。
ハザード・パシャ
声 - 青野武
火星開拓基地の長官。年齢は40歳。身長160cm弱、体重55kg、血液型AB型。
左遷され火星に行かされたような扱いを受けていることから、地球政府に一泡吹かせたいと考えていた野心家であり、ザ・ブーム軍との遭遇によりその力を利用して地球を乗っ取ろうと画策する。ジョウ達の両親を人質に取ったり、圧政で火星住民を苦しめたり、非道な作戦をいくつも考え実行する。また、ザ・ブーム軍内で頭角を現すイルボラに嫉妬したり、強いものには平伏し弱いものには容赦しない。政治方面には暗くドッグに頼っているが策謀自体は用意周到であり、ジョウ達が考えた作戦の多くはハザードによって先読みされてしまいハザードの作戦に敗北することも多かった。一方で形勢が圧倒的に有利になると彼自身の手でジョウ達をいたぶるなど私怨を優先してしまい、そういった行動によってジョウ達が逆転されてしまうことが続いていた。
アネックスが地球への関心を失いシャルムとイルボラが地球攻撃の指揮を執ることになったことで自身の立場の危うさを改めて理解する。同時にザ・ブーム軍と連邦軍、双方へのつながりを利用して戦局を支配することに方針を転換する。同時に連邦政府を完全に抑えるほどの力自体は失っていたことも自覚しており、保身のため火星へ移動。故郷である火星を守るため自身を追うジョウたちを利用して連邦軍とザ・ブーム軍も火星圏内の戦場に引きずりだす。双方が消耗したところで全滅させるという野望に向かって行動を開始する。
最終回の41話で、空魔鳳雷鷹の攻撃により死亡。
総集編である42、43話のナレーションは彼が務めた。
ドッグ・タック
声 - 谷口節（ナレーションも兼任）
ハザードの秘書官。35歳。ハザードと同じく謀略を駆使することがあるが、ハザードほどには及ばず、むしろ政務を得意としている。政治を省みないハザードが火星の安定を表面上で達成していたのは、ひとえに彼の働きが大きい。41話で空魔鳳雷鷹の攻撃によりハザード同様死亡。

## 登場メカ
飛影（とびかげ）
かつて地球を訪れたラドリオ星人が連れ去った忍者たちの能力と姿を模して製造したロボット。ジョウ達が危機に陥るとやって来て、黒獅子、鳳雷鷹、爆竜とそれぞれ合体する。単体でも強力な機体で、手持ちのバトルショット破剣銃は忍刀と銃の両方に使える武器である。またサンダーアローガンも分解して弓と銃、合体してボウガンのように使えるものだった。忍者メカなので超スピードによる分身なども可能。当初はジョウたちのピンチにどこからともなく現れ自律行動していたが、28話からジョウの愛用しているナイフと彼の「飛影!」のコールによって召喚され、彼を体内に取り込むことで性能もアップする。ただしそれは、搭乗者の肉体への負担を強いるもろ刃の剣でもある。
黒獅子（くろじし）
ジョウが操縦する黄色いロボット。後に彼が飛影に移ってからはダミアンが代行。ビームガトリングでの中距離戦闘からビームカタナを用いての近距離戦闘までこなすオールラウンダータイプ。手足を折りたたんだ飛影をボディ中央に合体させることで、ライオン型の獣魔黒獅子となる。
獣魔（じゅうま）または獣魔黒獅子（じゅうま くろじし）
黒獅子が危機に陥った時、飛影と合体した獅子形態。黒獅子が二足歩行なのに対し、四足獣となることで驚異的な瞬発力と機動力を得て相手を翻弄する。合体回数は、他の2体と比べて多い（登場回は第1,2,8，21,22,24,28話の7回）が、28話での合体以降、舞台が宇宙に移ったことにより一度も飛影と合体することはなかった。24話では、振り下ろされたスケルトンの刀をくわえてそのまま逆にスケルトンを一刀両断し撃破した。
鳳雷鷹（ほうらいおう）
レニーが操縦する赤いロボット。大型の双剣を左右の手に持ち、左右合体させて大型手裏剣としても使用可能。飛影と合体し、鷹型ロボットの空魔鳳雷鷹となる。実質的最終回である41話で、ハザードとドッグの乗るファミール艦を撃沈させたのはこの機体である。
空魔（くうま）または空魔鳳雷鷹（くうま ほうらいおう）
危機に陥った時に、変形しない飛影が背中に背負う形で合体する。そのぶん変形は大掛かりで、脚部を足首を支点に展開し翼にし鷹型となる。のど元のビームキャノンを用いての一撃離脱や炎をまとった状態での体当たり攻撃を行なう。空中戦や宇宙戦を得意としていたため主にシリーズ後半で活躍（登場回は第4,23,29,36,39,41話の6回）
爆竜（ばくりゅう）
マイクが操縦する青いロボット。太ももから飛び出す鉄球と斧を合体させた攻防一体の武器と両肩のキャノンが特徴。飛影と合体し、竜型ロボットの海魔爆竜となる。
海魔（かいま）または海魔爆竜（かいま ばくりゅう）
手足を折りたたんだ飛影をボディ中央に合体させた重機動タイプの竜型ロボ。胸に畳まれていた竜の頭部が長い首を伸ばして起きるため獣形態で最も大きい。その登場は6話と26話のみであり、その26話では零影に敗れてしまった。
エルシャンク
ラドリオ7世の指示で、太陽系へやってきたロミナの乗る船。折鶴の形をしている。ラドリオ星に伝わる忍者伝説は、このエルシャンクがパワーアップするというものだった。記録によると少なくとも500年前からあったようである。
零影（ぜろかげ）
飛影と同様忍者を模して作られた対なる機体。スペックは飛影と同等。初登場時から中に人を取り込むことで稼動し、当初は無人の飛影を圧倒していた。
本作が打ち切りとなったため、決定されていた零影のサポートメカ「獣鬼」「ムササビ」「烈火牛」の3機（後述）は使われることは無かった。

### ザ・ブーム軍
スケルトン
ザ・ブーム軍の指揮官用戦闘ロボット。19話 - 24話に登場。バンクスの5倍のパワーを持つといわれ、度々ジョウ達を苦しめるも、24話で獣魔に破壊された。元々は、グラサン専用の機体で1機しかなかったが、結局イルボラが搭乗した。
バンクス
ザ・ブーム軍の武将型の戦闘ロボット。人工知能制御で動いており、パワー主体の戦法を得意とする。集団で戦うこともあるが、主にシャーマンを統率。なお、左腕のカバーに長剣を隠し持っている。戦艦G・エクセレントに搭載されていた機体は砲台タイプで、大型のビームランチャーを装備している。
シャーマン
ザ・ブーム軍の忍者型の戦闘ロボット。バンクスと同じく人工知能で動いている。主に陸戦用だが、カイトを装備することにより、空中戦も可能。忍者型ロボット故に、分身の術や他の地形にカモフラージュする機能を持ちバンクス以上に、集団戦法を得意としている。だが両機とも、中盤からスケルトンや零影の護衛に回ることが多くなった。
C・テラヘルツ
グラサンがロミナを追ってきた時に乗っていた戦艦。エルシャンクより推進システムの性能は上。グラサンの死亡後は、イルボラの専用艦となった。
G・エクセレント
アネックスが太陽系へ来た時に乗ってきた、ザ・ブームの誇る超巨大戦艦（エルシャンクが豆粒に見えるほど巨大）。作中では「エクセレント」と呼ばれている。また作中では搭載されたバンクス砲台タイプの砲撃しか攻撃シーンは見られなかった。
ファミール艦
ハザード専用の宇宙航行用艦。バンクスを格納庫に並べて収納できる。41話で空魔の突撃により撃沈された。

### 未登場メカ
以下の機体は番組打ち切りの関係で登場せず、設定のみ存在するマシン。
機忍・魔影（きにん・まえい）
シャルムが搭乗予定だったと言われている。背中に蝶のような羽根を持ち、飛影・零影に相当するマシンとなる予定だった。
ザ・ブームには、「昔、三人の忍者に壊滅させられた」とある。
獣鬼（じゅうき）→獣鬼王（じゅうきおう）
シリーズ後半で零影と合体する予定だったマシン。合体前が獣鬼、合体後が獣鬼王となる。翼をもった黒獅子のようなデザインであり、カラーリングにも共通点がある。
ムササビ→翔魔ムササビ（しょうまムササビ）
鳳雷鷹の対になるマシン。零影との合体形態のみの画稿が存在するのみである。
烈火牛（れっかぎゅう）→獣魔烈火牛（じゅうまれっかぎゅう）
零影と合体する予定だったマシン。長距離用のマシンであり爆竜の対となる存在。変形方法は獣魔タイプである。
ビイズ
バンクスの重武装型。
メダリオン
狼の顔から2本の足が生えているような小型メカ。

## スタッフ
- 制作 - 布川ゆうじ
- プロデューサー - 初川則夫（日本テレビ）、伏川政明（スタジオぴえろ）、鈴木義瀧（スタジオぴえろ）
- 原案・シリーズ構成 - 渡邊由自（連載誌 - 『てれびくん』）
- キャラクターデザイン - 加藤茂、平野俊弘
  - 本来はキャラクターデザインは加藤茂だけの予定であったが、彼がデザインしたロミナとレニーはヒロインとしての魅力に欠けたため、美少女キャラクターを得意とする平野俊弘が起用されることとなった。
- メカニックデザイン - 森木靖泰、大畑晃一
- 音楽 - 川村栄二
- 音響監督 - 浅梨なおこ
- 美術監督 - 勝又激
- 撮影監督 - 都島雅義
- 総監督 - 案納正美
- 製作 - スタジオぴえろ

## 主題歌
オープニングテーマ「LOVEサバイバー」
作詞 - 青木久美子 / 作曲・編曲 - 小田裕一郎 / 歌 - HIT BOY
TVサイズは、1番のAメロ後半・Bメロ・サビと2番のサビを組み合わせている。
エンディングテーマ「一世紀めのエンジェル」
作詞 - 青木久美子 / 作曲・編曲 - 小田裕一郎 / 歌 - HIT BOY
アレンジバージョンが、「飛影見参のテーマ」として飛影の登場・戦闘シーンに使用されている。
上記2曲を収録したEPレコードは、キャニオン・レコード（現・ポニーキャニオン）から発売された。後に2曲とも、CD化が実現している。

## 各話リスト
| 話数   | 放送日         | サブタイトル                | 脚本                                            | コンテ                                          | 演出                                            | 作画監督                                                                                       |
| ------ | -------------- | --------------------------- | ----------------------------------------------- | ----------------------------------------------- | ----------------------------------------------- | ---------------------------------------------------------------------------------------------- |
| 第1話  | 1985年 10月6日 | 開かれた扉                  | 渡邊由自                                        | 鳥海永行                                        | 池上和彦                                        | 大坂竹志                                                                                       |
| 第2話  | 10月13日       | 未知との出会い              | 富田祐弘                                        | 鴫野彰                                          | 鴫野彰                                          | 八幡正                                                                                         |
| 第3話  | 10月20日       | 傷だらけの姫君              | 園田英樹                                        | 八尋旭                                          | 林正実                                          | 松下佳弘                                                                                       |
| 第4話  | 10月27日       | 伝説の忍者                  | 渡邊由自                                        | 天海ひろし                                      | 天海ひろし                                      | 田中保                                                                                         |
| 第5話  | 11月3日        | 極冠、新たなる試煉          | 高屋敷英夫                                      | 横山広行                                        | 梅津和彦                                        | 池上裕之                                                                                       |
| 第6話  | 11月10日       | 戦いのブリザード            | 園田英樹                                        | 鴫野彰                                          | 鴫野彰 林正実                                   | しまだひであき                                                                                 |
| 第7話  | 11月17日       | 勇者達の掟                  | 富田祐弘                                        | 石山タカ明                                      | 石山タカ明                                      | 大坂竹志                                                                                       |
| 第8話  | 11月24日       | さまよえる戦士たち          | 高屋敷英夫                                      | 天海ひろし                                      | 天海ひろし                                      | 松下佳弘                                                                                       |
| 第9話  | 12月1日        | 別れの咆哮                  | 園田英樹                                        | 横山広行                                        | 林正実                                          | 田中保                                                                                         |
| 第10話 | 12月8日        | 歩みよる魂                  | 富田祐弘                                        | 秋本たかし                                      | 池上和彦                                        | 池上裕之                                                                                       |
| 第11話 | 12月15日       | 悪魔の囁き                  | 久島一仁                                        | 鴫野彰                                          | 天海ひろし                                      | 大坂竹志                                                                                       |
| 第12話 | 12月22日       | 訣別の時                    | 久島一仁                                        | 石黒昇                                          | 石黒昇                                          | しまだひであき                                                                                 |
| 第13話 | 12月29日       | 激流の運命(さだめ)          | 日高麗                                          | 八尋旭                                          | 八尋旭                                          | 大坂竹志、八幡正 松下佳弘、田中保 時矢義則                                                     |
| 第14話 | 1986年 1月5日  | 疑惑の断章                  | 久島一仁                                        | 八尋旭                                          | 八尋旭                                          | 池上裕之、松下佳弘 八幡正、しまだひであき 時矢義則                                             |
| 第15話 | 1月12日        | 故郷、遥か遠く              | 渡邊由自                                        | 林正実                                          | 林正実                                          | 池上裕之                                                                                       |
| 第16話 | 1月19日        | 望まれぬ帰還                | 高屋敷英夫                                      | 天海ひろし                                      | 天海ひろし                                      | 時矢義則                                                                                       |
| 第17話 | 1月26日        | 断ち消えぬ友情              | 園田英樹                                        | 石山タカ明                                      | 秋本たかし                                      | フランク茶谷                                                                                   |
| 第18話 | 2月2日         | 誇り高き戦士                | 富田祐弘                                        | 八尋旭                                          | 林正実                                          | 田中保                                                                                         |
| 第19話 | 2月9日         | 立ちはだかる者              | 渡邊由自                                        | 横川臣孝                                        | 片山一良                                        | 池上裕之                                                                                       |
| 第20話 | 2月16日        | 焦燥の果てに                | 渡邊由自                                        | 天海ひろし                                      | 天海ひろし                                      | 田中保                                                                                         |
| 第21話 | 2月23日        | 震撼する宇宙                | 高屋敷英夫                                      | 横川臣孝                                        | 佐山力                                          | 岡田一志                                                                                       |
| 第22話 | 3月2日         | 希望への脱出                | 園田英樹                                        | 秋本たかし                                      | 秋本たかし                                      | 青柳重美                                                                                       |
| 第23話 | 3月9日         | 印された道標                | 渡邊由自                                        | 林正実                                          | 林正実                                          | 池上裕之                                                                                       |
| 第24話 | 3月16日        | 舞い降りた翼                | 高屋敷英夫                                      | 天海ひろし                                      | 天海ひろし                                      | 杉山東夜美                                                                                     |
| 第25話 | 3月23日        | 束の間の出会い              | 富田祐弘                                        | 八尋旭                                          | 秋本たかし                                      | 垣野内成美                                                                                     |
| 第26話 | 3月30日        | 大いなる胎動                | 渡邊由自                                        | 横川臣孝                                        | 横川臣孝                                        | ゆうきなつみ                                                                                   |
| 第27話 | 4月6日         | 変わりゆく風                | 高屋敷英夫                                      | 新林実                                          | 新林実                                          | 時矢義則                                                                                       |
| 第28話 | 4月13日        | 新たなる目覚め              | 渡邊由自                                        | 吉田浩                                          | 村山靖                                          | 羽原信義                                                                                       |
| 第29話 | 4月20日        | 忘れられた17才              | 園田英樹                                        | 天海ひろし                                      | 天海ひろし                                      | 杉山東夜美                                                                                     |
| 第30話 | 4月27日        | 閉ざされた伝説              | 久島一仁                                        | 秋本たかし                                      | 秋本たかし                                      | 池上裕之                                                                                       |
| 第31話 | 5月4日         | それぞれの惑い              | 渡邊由自                                        | 石山タカ明                                      | 石山タカ明                                      | 田中保                                                                                         |
| 第32話 | 5月11日        | 果てしなき苦闘              | 高屋敷英夫                                      | 横川臣孝                                        | 横川臣孝                                        | 坂元恵美                                                                                       |
| 第33話 | 5月18日        | たった一人の暴走            | 富田祐弘                                        | 八尋旭                                          | 新林実                                          | 山本哲也                                                                                       |
| 第34話 | 5月25日        | 女忍者・紅影                | 園田英樹                                        | 天海ひろし                                      | 天海ひろし                                      | 杉山東夜美                                                                                     |
| 第35話 | 6月1日         | 細やかな亀裂                | 久島一仁                                        | 津田義三                                        | 津田義三                                        | 池上裕之                                                                                       |
| 第36話 | 6月8日         | 崩された威信                | 渡邊由自                                        | 鴫野彰                                          | 秋本たかし                                      | 田中保                                                                                         |
| 第37話 | 6月15日        | 迫り来る野望                | 高屋敷英夫                                      | 石山タカ明                                      | 横川臣孝                                        | 工藤柾輝                                                                                       |
| 第38話 | 6月22日        | 果たされた和睦              | 富田祐弘                                        | 石山タカ明                                      | 石山タカ明                                      | 時矢義則                                                                                       |
| 第39話 | 6月29日        | 決死の攻防戦                | 園田英樹                                        | 八尋旭 新林実                                   | 新林実                                          | 八幡正                                                                                         |
| 第40話 | 7月6日         | 侵略の終焉                  | 久島一仁                                        | 駒野圭史                                        | 八尋旭 青木佐恵子                               | 杉山東夜美                                                                                     |
| 第41話 | 7月13日        | もうひとつの扉              | 渡邊由自                                        | 八尋旭                                          | 石山タカ明                                      | 垣野内成美 大張正己（メカ）                                                                    |
| 第42話 | 7月20日        | 彼方よりの軌跡 総集編・前編 | 久島一仁（構成・監修） 新林実（構成・監修）     | 久島一仁（構成・監修） 新林実（構成・監修）     | 久島一仁（構成・監修） 新林実（構成・監修）     | 大坂竹志、池上裕之 杉山東夜美、時矢義則 山本哲也、大張正己 垣野内成美、田中保 八幡正、松下佳弘 |
| 第43話 | 7月27日        | 見果てぬ銀河 総集編・後編   | 久島一仁（構成・監修） 青木佐恵子（構成・監修） | 久島一仁（構成・監修） 青木佐恵子（構成・監修） | 久島一仁（構成・監修） 青木佐恵子（構成・監修） | 大坂竹志、池上裕之 杉山東夜美、時矢義則 山本哲也、大張正己 垣野内成美、田中保 八幡正、松下佳弘 |

## 放送局
放送日時は個別に出典が提示されているものを除き1986年2月中旬 - 3月上旬時点のものとする
- 日本テレビ（キー局）：日曜10:30 - 11:00
- よみうりテレビ：日曜10:30 - 11:00
- 中京テレビ：日曜10:30 - 11:00
- 札幌テレビ：日曜10:30 - 11:00
- 青森放送：火曜17:00 - 17:30
- テレビ岩手：金曜17：00 - 17:30
- ミヤギテレビ：日曜10:30 - 11:00
- 山形放送：金曜17：00 - 17:30
- 福島中央テレビ：日曜10:30 - 11:00
- テレビ新潟：日曜10:30 - 11:00
- 福井放送：木曜 17:30 - 18:00（1988年に放送）[4]
- テレビ信州：火曜17:00 - 17:30
- 山梨放送：月曜17:30 - 18:00
- 静岡第一テレビ：日曜10:30 - 11:00
- 日本海テレビ：日曜10:30 - 11:00
- 広島テレビ：日曜10:30 - 11:00
- 西日本放送：日曜10:30 - 11:00
- 南海放送：木曜17:25 - 17:55
- 福岡放送：日曜10:30 - 11:00
- くまもと県民テレビ：日曜10:30 - 11:00
- テレビ宮崎：月曜 17:30 - 18:00
- 鹿児島テレビ：金曜17:25 - 17:55

## 玩具等について
放送当時、関連グッズは番組打ち切りのため多数売れ残った模様である。1990年代に入って地方の玩具店が『幽☆遊☆白書』の人気キャラクター・飛影（ひえい）のグッズと誤認させる広告を出して在庫処理を図ったケースがあり、誤解して来店し愕然となったアニメファンによってアニメ雑誌の読者ハガキコーナーに投稿・採用されて編集者がコメントで苦笑していた。
2010年、超合金魂が発売された。黒獅子、鳳雷鷹、爆竜の3体と飛影を1つのセットにすると価格が高くなってしまうため、3セットに分けての発売となった。
- 7月 - 「飛影&黒獅子」
  - 3体のマシンに格納可能な飛影が付属。
- 9月 - 「飛影&鳳雷鷹]
  - 劇中をイメージした、アクションフィギュアタイプの飛影（鳳雷鷹との合体は可能）が付属。
- 11月 - 「零影&爆竜」
  - アクションフィギュアタイプの零影が付属。
  - 飛影の胴体を模したカバーパーツが付属し、このセットだけで海魔爆竜に変形が可能（黒獅子付属の飛影との合体も可能）。

2020年から翌年にかけて、、スーパーミニプラが発売された。
- Vol.1（4月）飛影（バトルショット破剣銃）&黒獅子。
- Vol.2（8月）飛影（サンダーアローガン）&鳳雷鷹。
- Vol.3（2021年1月） 零影＆爆竜

それぞれ全3種となっている。仕様は超合金魂に準じているが一部差し替え変形であり、飛影と零影は設定画に近いプロポーションとなっている。

## ゲーム作品への登場
「スーパーロボット大戦シリーズ」に参戦作品の一作として登場。一部の作品では条件次第でイルボラが自軍加入する事もあり、飛影と零影の合体攻撃も用意されている。
スーパーロボット大戦COMPACT2
初登場作品。
スーパーロボット大戦IMPACT
『COMPACT2』のリメイク作品。オリジナルキャストによるボイス収録が行われた。
スーパーロボット大戦UX
『IMPACT』から11年ぶりの出演。これまで出番のなかった登場人物も出番が用意されている他、TVアニメ原作で回収されなかったいくつかの伏線に対し、ゲーム独自の解釈で決着をつけている。隠し要素でカレンとイルボラが自軍に加わる。
スーパーロボット大戦X-Ω
2020年7月に期間限定で登場。

## 世界各国での放送
韓国では1997年にMBCにて『スーパーK』のタイトルで放映された。忍者の設定は無くなり、ジョウたちは「花郎の子孫」に変更されている。

## スタジオぴえろ作品への登場
魔法のスターマジカルエミ
第29話では、飛影と3機のバンクスが登場したが、飛影とバンクスとほぼ同等の高さだった。
第33話では、飛影は香月岬の玩具という形で再び登場。マジカルエミのマジックショーでも、マジカラットの一人である塩沢進が、飛影のコスプレをするという形で登場していた。